# Euconomelus lepidus
Euconomelus lepidus är en insektsart som först beskrevs av Karl Henrik Boheman 1847.  Euconomelus lepidus ingår i släktet Euconomelus och familjen sporrstritar. Enligt den finländska rödlistan är arten nära hotad i Finland. Arten är reproducerande i Sverige. Artens livsmiljö är öppna översvämningsstränder med finsediment vid sötvatten. Inga underarter finns listade i Catalogue of Life.